# رمات جلعاد
رمات جلعاد هي بؤرة استيطانية إسرائيلية أقيمت عام 2001 على أراضي قرية جينصافوط شرق محافظة قلقيلية. وهي تتبع مجلس شمرون الإقليمي إداريًا.

## التاريخ
تأسست في عام 2001 على منطقة ارتفاعها 440 مترًا عن سطح البحر، وسميت باسم جلعاد زار، منسق مجلس شمرون الإقليمي الأمني، الذي قُتل في إطلاق نار وقع في عام 2001.
في عام 2009 كانت رمات جلعاد تضم 13 عائلة. وكانت تعتبر من المناطق غير القانونية وفقًا للحكومة الإسرائيلية حتى عام 2011، عندما توصلت الحكومة الإسرائيلية إلى اتفاق مع سكان البؤرة يقضي بتشريعها مقابل إزالة بضعة منازل على أراض فلسطينية ذات ملكية خاصة.
في مايو 2014، قررت الحكومة الإسرائيلية هدم ستة من مبانيها وكنيس يهودي، وكلها مبنية على أرض فلسطينية.

## الجانب القانوني
يعتبر المجتمع الدولي المستوطنات الإسرائيلية في الضفة الغربية غير قانونية بموجب القانون الدولي، لكن الحكومة الإسرائيلية تعارض ذلك.